# Полудинский район
Полу́динский райо́н — административная единица на севере Казахской ССР в составе Северо-Казахстанской областей, существовавшая в 1936—1963 годах.

## История
Полудинский район был образован в составе Северо-Казахстанской области Казахской АССР согласно Постановлению Президиума ВЦИК СССР от 29 июля 1936 года. Центром района стало село Полудино. С 5 декабря 1936 года Северо-Казахстанская область — в составе Казахской ССР.
14 сентября 1957 года к Полудинскому району была присоединена часть территории упразднённого Петропавловского района.
2 января 1963 года Указом Президиума Верховного Совета Казахской ССР Полудинский район упразднён. Его территория вошла частично в состав Советского района (Асановский, Бугровский, Гавринский, Полудинский, Светлопольский, Токушинский, Ярминский сельсоветы) Северо-Казахстанской области.

## Население
По данным переписи 1939 года, в Полудинском районе проживало 23 542 человека, в том числе русские — 69,8 %, немцы — 9,2 %, казахи — 8,5 %, украинцы — 8,3 %, татары — 1, 6 %. По данным переписи 1959 года в районе проживало 27 938 человек.

## Главы района
| Первые секретари Полудинского райкома компартии Казахстана - Вишневский Яков Абрамович (1936—1938) - Ахременко Иван Фёдорович (1938—1939) - Кияница Андрей Петрович (1939—1941) - Горохов Степан Петрович (1941—1943) - Иванов Виктор Александрович (1943—1944) - Дворников Александр Яковлевич (1944—1948) - Севастьянов Дмитрий Александрович (1948—1950) - Камалетдинов Масгут Валиевич (1951—1954) - Дружинин Николай Анатольевич (1954—1959) - Лосев Константин Семенович (1959—1962) - Фомичев Павел Дмитриевич (1962—1963) | Председатели исполкома Полудинского районного совета - Стариков Николай Александрович (1935—1938) - Шустов Алексей Осипович (1939—1942) - Русанов Антон Павлович (1942—1943) - Курманов Рамазан (1943—1944) - Марков Семен Никифорович (1945—1952) - Засыпкин Константин Константинович (1953—1956) - Брикунов Алексей Андронович (1956—1962) |